# Ринковий нагляд
Ринковий нагляд, також нагляд за ринком полягає в забезпеченні дотримання вимог щодо: охорони праці; техніки безпеки; захисту прав споживачів; чесної конкуренції між підприємствами.

## Державний ринковий нагляд
Державний ринковий нагляд — діяльність органів ринкового нагляду для забезпечення:
- відповідності продукції встановленим вимогам,
- відсутності загроз суспільним інтересам.

Нагляд за ринком передбачає здійснення з боку органів державної влади перевірок продукції, розміщеної на ринку з метою встановлення її відповідності всім законодавчим вимогам, включаючи перевірку правильності її маркування і випробування.
Компетентний орган ринкового нагляду вживає заходів до суб'єктів господарювання, продукція яких не відповідає встановленим нормативним вимогам. Заходи впливу включають введення заборони на продаж, відкликання продукції з ринку або у кінцевих споживачів.

## В Україні
В Україні орган державного ринкового нагляду - центральний орган виконавчої влади, що реалізує державну політику у сфері державного ринкового нагляду у межах сфери своєї відповідальності, державний колегіальний орган, що визначається відповідно Закону України «Про державний ринковий нагляд і контроль нехарчової продукції»".
Станом на червень 2020 в Україні діють такі органи державного ринкового нагляду:
- Державна служба морського та річкового транспорту України (Морська адміністрація)
- Державна служба України з лікарських засобів та контролю за наркотиками (Держлікслужба)
- Державна екологічна інспекція України (Держекоінспекція України)
- Державна служба України з надзвичайних ситуацій (ДСНС)
- Державна служба України з питань безпечності харчових продуктів та захисту споживачів (Держпродспоживслужба)
- Державна служба України з питань праці (Держпраці)
- Державна фіскальна служба України (розділена на ДПС України і Держмитслужбу України)
- Державна служба України з безпеки на транспорті (Укртрансбезпека)